# Trisephena lonessa
Trisephena lonessa är en insektsart som beskrevs av Medler 1990. Trisephena lonessa ingår i släktet Trisephena och familjen Flatidae. Inga underarter finns listade i Catalogue of Life.